# Fletcher Norton, primul baron Grantley
Fletcher Norton, primul baron Grantley, PC (n. 23 iunie 1716 – d. 1 ianuarie 1789) a fost un avocat și politician englez, membru al Camerei Comunelor între 1756 și 1782, când a fost ridicat la noblețe ca baron Grantley.

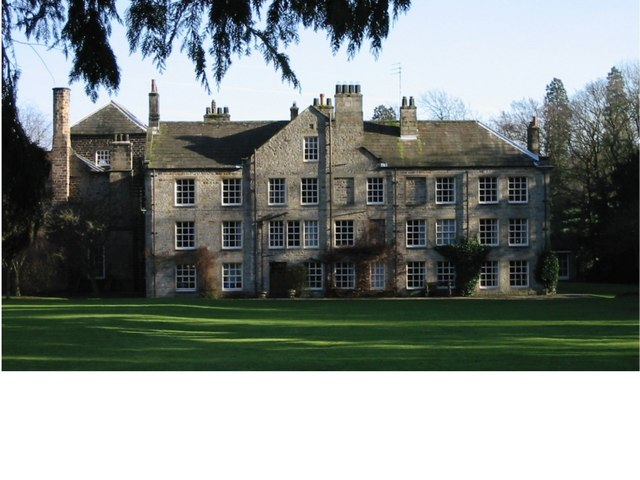
Grantley Hall, North Yorkshire

Norton a fost fiul cel mare al lui Thomas Norton din Grantley, Yorkshire. A fost educat la St John's College, Cambridge și Middle Temple, fiind admis în barou în 1739. După o perioadă de inactivitate, el și-a înființat un birou profitabil de avocatură, devenind consilier al regelui în 1754, iar mai târziu procuror general al palatinei comitatului Lancaster.
Împreună cu tatăl său a comandat construirea, la mijlocul anilor 1700, a Grantley Hall, lângă Ripon, în North Yorkshire.
În 1756, Norton a fost ales membru al Parlamentului pentru Appleby ; el a reprezentat Wigan din 1761 până în 1768 și a fost numit procuror general pentru Anglia și numit cavaler în 1762. El a luat parte la procedurile împotriva lui John Wilkes și, odată devenit procuror general pentru Anglia și Țara Galilor în 1763, l-a urmărit penal pe William Byron, al 5-lea baron Byron, pentru uciderea lui William Chaworth. Cu toate acestea, el și-a pierdut funcția când marchizul de Rockingham a venit la putere în iulie 1765. 
În 1769, ca membru al Parlamentului reprezentând Guildford, Norton a devenit consilier privat și judecător șef în Eyre în zonele împădurite la sud de Trent, iar în 1770 a fost ales Președinte al Camerei Comunelor. În 1777, când a prezentat regelui proiectul de lege pentru creșterea listei civile, el i-a spus lui George al III-lea că „parlamentul nu numai că a acordat Majestății Voastre o mare rezervă de prezent, ci și un venit suplimentar foarte mare; mai mare decât vă puteți imagina; mai mare decât cele mai mari cheltuieli a majestății tale”. Acest discurs a stârnit atenția generală și a provocat o oarecare iritare; dar Președintele a fost susținut de Charles James Fox și de orașul Londra și a primit mulțumirile Camerei Comunelor.
Regele nu a uitat această adresare directă și, după alegerile generale din 1780, prim-ministrul, Lord North, și adepții săi au refuzat să susțină realegerea Președintelui în funcție, susținând că sănătatea lui nu îi mai permitea să își îndeplinească îndatoririle, lucru care i-a adus înfrângerea în urma votului. În 1782, a fost numit baron Grantley din Markenfield în comitatul York.
A fost ales membru al Societății Regale în 1776.

## Moartea
A murit în 1789 la casa sa din Londra din Lincoln's Inn Fields și a fost înmormântat la Wonersh, Surrey. În 1741, se căsătorise cu Grace, fiica și moștenitoarea lui Sir William Chapple, judecător al băncii regelui, 1737–1745. Au avut 5 fii si 2 fiice. El a fost succedat ca baron Grantley de fiul său cel mai mare, William (1742–1822).
Nathaniel William Wraxall l -a descris pe Norton ca fiind un îndrăzneț, capabil și elocvent, dar nu un orator popular, iar ca Președite al Camerei Comunelor a fost agresiv și indiscret. Luat în derâdere de satiriști drept „Sir Bullface Doublefee” și descris de Horace Walpole drept unul care a trecut din obscură infamie la faimă infamă pentru care va fi cunoscut, caracterul său a fost atacat și de scriitorul „Junius”.

## Familie
Grantley s-a căsătorit cu Grace Chapple, fiica și moștenitoarea lui Sir William Chapple, judecătorul băncii regelui, la 21 mai 1741. Au avut patru fii și o fiică:
- William Norton, al doilea baron Grantley (1742–1822)
- Hon. Fletcher Norton MP FRSE (1744–1820); tatăl onorului. Charles Francis Norton și Onorul. George Chapple Norton
- Hon. Chapple Norton (1746–1818)
- Hon. Edward Norton (1750–1786)
- Hon. Grace Norton (1752–1813), căsătorită cu John Wallop, al treilea conte de Portsmouth

## Blazon
Format:Infobox COA wide